# معصم
المعصم هو المفصل بين اليد والساعد.
في علم تشريح الإنسان، يعرف المعصم بـ:
1. الرسغ أو عظام الرسغ، وهي العظام الثمانية المكونة للجزء الهيكلي القريب من اليد.
2. مفصل المعصم أو ما يسمى بمفصل الرسغ الكعبري، وهو المفصل ما بين الكعبرة والرسغ.

## معرض صور

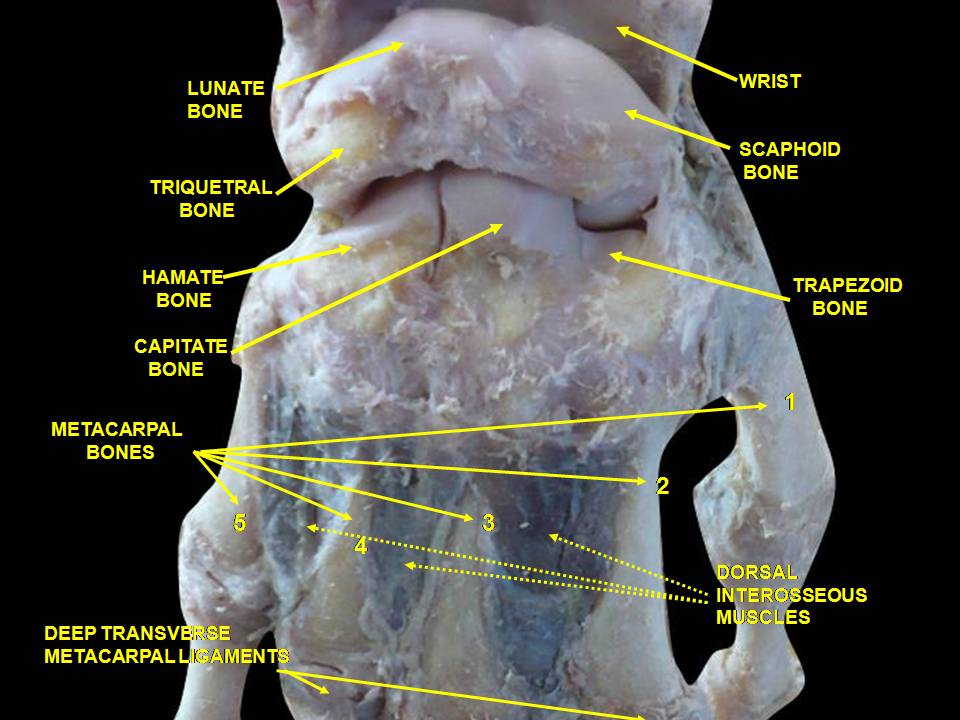
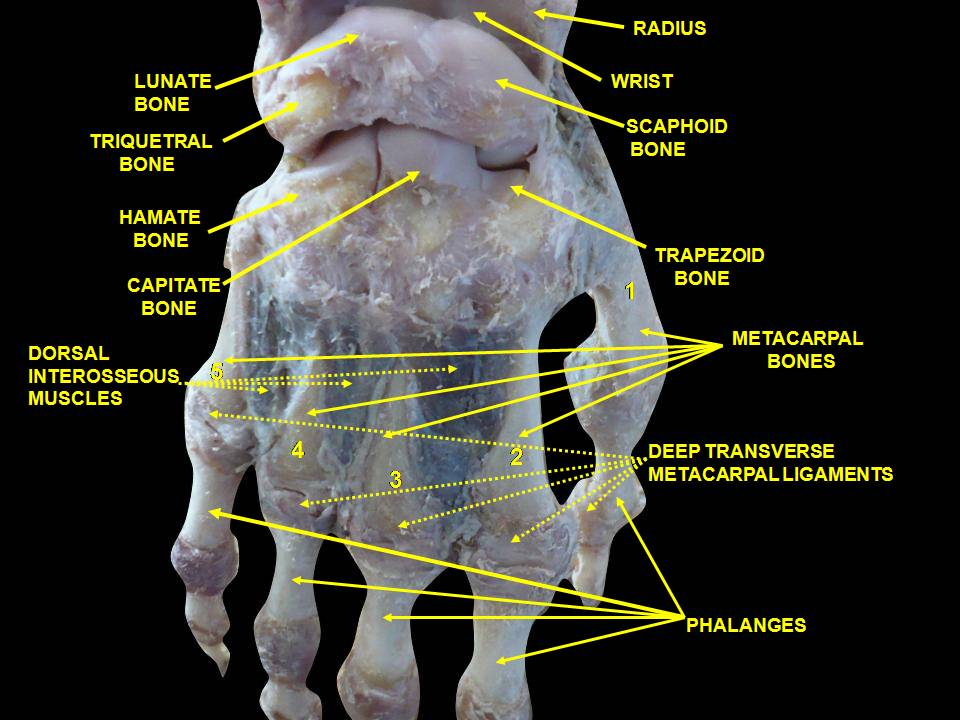
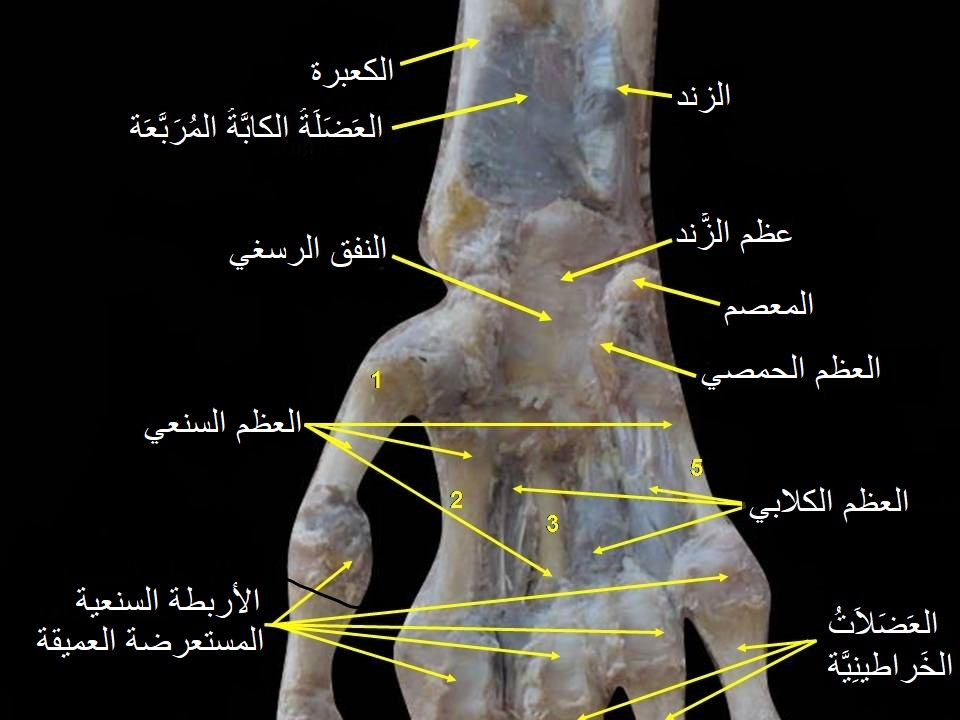
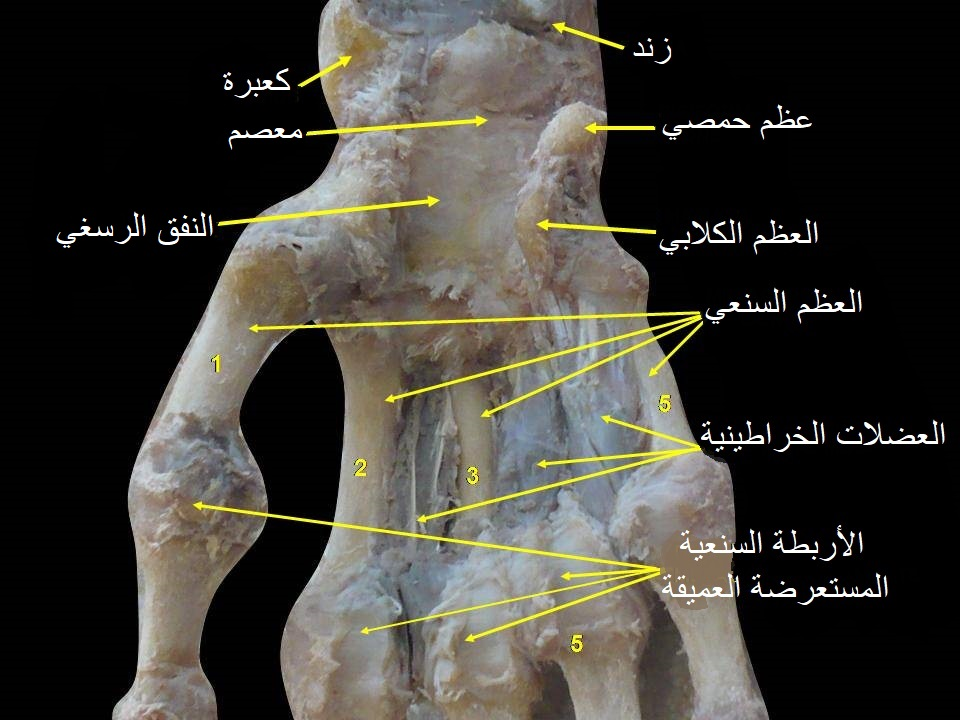